# Dzięcioł białogłowy
Dzięcioł białogłowy (Leuconotopicus albolarvatus) – gatunek średniej wielkości ptaka z rodziny dzięciołowatych (Picidae). Występuje w lasach iglastych w górach zachodniej Ameryki Północnej, od Kolumbii Brytyjskiej do Kalifornii. Nie jest zagrożony wyginięciem.

## Taksonomia
Po raz pierwszy gatunek opisał John Cassin w 1850. Holotyp pochodził z okolic Georgetown w Kalifornii. Odkrywcą gatunku był John G. Bell, który ustrzelił dzięcioła z nieopisanego jak dotąd gatunku, kiedy ten przemykał wysoko wśród koron sosen. Autor nadał nowemu gatunkowi nazwę Leuconerpes albolarvatus. Cassin stwierdził, że wówczas dzięcioł białogłowy zdawał się nie mieć bliskich krewnych wśród już znanych gatunków amerykańskich dzięciołów.
Obecnie (2021) Międzynarodowy Komitet Ornitologiczny umieszcza dzięcioła białogłowego w rodzaju Leuconotopicus, podobnie jak autorzy listy ptaków świata opracowywanej we współpracy BirdLife International z autorami HBW (6. wersja online: grudzień 2021). Na liście Clements Checklist of Birds of the World (sierpień 2021) znajduje się on w rodzaju Dryobates, podobnie jak i inne gatunki Leuconotopicus. Na Howard and Moore Complete Checklist... (2014) wymieniony jest w rodzaju Picoides. 
Różne autorytety są jednak zgodne co do liczby podgatunków. Powszechnie uznawane są dwa: podgatunek nominatywny oraz L. a. gravirostris (Grinnel, 1902). Drugi został opisany przez Grinnela w 1902 na łamach „The Condor” pod nazwą Xenopicus gravirostris. Holotyp pozyskał Grinnel 6 lipca 1897. Pochodził z Camp Chileo w hrabstwie Los Angeles w kalifornijskich górach San Gabriel.

### Filogeneza
Relacje dzięcioła białogłowego z innymi gatunkami Leuconotopicus do 2020 zostały dobrze poznane. Wyniki badań filogenetycznych wskazują na najbliższe pokrewieństwo z dzięciołami: arizońskim (L. arizonae), włochatym (L. villosus) i brunatnym (L. stricklandi); różni się ich pozycja względem siebie. U Fuchsa i innych (2015) dzięcioł białogłowy stanowi grupę siostrzaną wobec kladu L. stricklandi+L. villosus. U Duforta (2016), który w badaniu uwzględnił 179 gatunków (około 76%) dzięciołowatych, dzięcioł białogłowy okazał się stanowić gatunek siostrzany względem dzięcioła arizońskiego, a tworzony przez nie klad – grupę siostrzaną wobec dzięcioła włochatego. Linia rozwojowa kladu złożonego z tych 3 gatunków rozeszła się z linią rozwojową dzięcioła jednobarwnego (L. fumigatus) blisko 4,25 mln lat temu. Następnie około 2,49 mln lat temu wyodrębnił się dzięcioł włochaty, a blisko 2,06 mln lat temu rozdzieliły się drogi dzięcioła arizońskiego i białogłowego. Wśród zbadanych gatunków nie było dzięcioła brunatnego. Shakya i inni (2017) do badań włączyli sekwencje od 206 z 217 rozpoznanych w przyjętym przez nich systemie gatunków dzięciołów. Pozycję wszystkich 6 gatunków Leuconotopicus wobec siebie przedstawia poniższy kladogram. Drzewo filogenetyczne, którego uproszczony fragment on stanowi, było skalowane do osi czasu, jednak nie podano, gdzie na niej znajdują się konkretne węzły. Moment oddzielenia się dzięcioła białogłowego przypada między 1,875 a 1,25 mln lat temu (nieco bliżej pierwszego z tych punktów):
|  | L. villosus                                                    |
|  |                                                                |
|  | \| \| L. stricklandi \| \| \| \| \| \| L. arizonae \| \| \| \| |
|  |                                                                |
|  | L. stricklandi                                                 |
|  |                                                                |
|  | L. arizonae                                                    |
|  |                                                                |

|  | L. stricklandi |
|  |                |
|  | L. arizonae    |
|  |                |

|  | L. villosus                                                    |
|  |                                                                |
|  | \| \| L. stricklandi \| \| \| \| \| \| L. arizonae \| \| \| \| |
|  |                                                                |
|  | L. stricklandi                                                 |
|  |                                                                |
|  | L. arizonae                                                    |
|  |                                                                |

|  | L. stricklandi |
|  |                |
|  | L. arizonae    |
|  |                |

|  | L. villosus                                                    |
|  |                                                                |
|  | \| \| L. stricklandi \| \| \| \| \| \| L. arizonae \| \| \| \| |
|  |                                                                |
|  | L. stricklandi                                                 |
|  |                                                                |
|  | L. arizonae                                                    |
|  |                                                                |

|  | L. stricklandi |
|  |                |
|  | L. arizonae    |
|  |                |

|  | L. villosus                                                    |
|  |                                                                |
|  | \| \| L. stricklandi \| \| \| \| \| \| L. arizonae \| \| \| \| |
|  |                                                                |
|  | L. stricklandi                                                 |
|  |                                                                |
|  | L. arizonae                                                    |
|  |                                                                |

|  | L. stricklandi |
|  |                |
|  | L. arizonae    |
|  |                |

|  | L. villosus                                                    |
|  |                                                                |
|  | \| \| L. stricklandi \| \| \| \| \| \| L. arizonae \| \| \| \| |
|  |                                                                |
|  | L. stricklandi                                                 |
|  |                                                                |
|  | L. arizonae                                                    |
|  |                                                                |

|  | L. stricklandi |
|  |                |
|  | L. arizonae    |
|  |                |

|  | L. villosus                                                    |
|  |                                                                |
|  | \| \| L. stricklandi \| \| \| \| \| \| L. arizonae \| \| \| \| |
|  |                                                                |
|  | L. stricklandi                                                 |
|  |                                                                |
|  | L. arizonae                                                    |
|  |                                                                |

|  | L. stricklandi |
|  |                |
|  | L. arizonae    |
|  |                |

|  | L. villosus                                                    |
|  |                                                                |
|  | \| \| L. stricklandi \| \| \| \| \| \| L. arizonae \| \| \| \| |
|  |                                                                |
|  | L. stricklandi                                                 |
|  |                                                                |
|  | L. arizonae                                                    |
|  |                                                                |

|  | L. stricklandi |
|  |                |
|  | L. arizonae    |
|  |                |

|  | L. villosus                                                    |
|  |                                                                |
|  | \| \| L. stricklandi \| \| \| \| \| \| L. arizonae \| \| \| \| |
|  |                                                                |
|  | L. stricklandi                                                 |
|  |                                                                |
|  | L. arizonae                                                    |
|  |                                                                |

|  | L. stricklandi |
|  |                |
|  | L. arizonae    |
|  |                |

Wśród dzięciołów białogłowych prawdopodobnie miała miejsce stosunkowo niedawna ekspansja. Rozprzestrzenianie się na nowe obszary najpewniej miało miejsce po nastaniu plejstocenu, czyli po około 2,58 mln lat temu.

## Morfologia
Długość ciała dzięciołów białogłowych wynosi około 21–23 cm, masa ciała – 53–68 g; są to przeciętne rozmiary jak na dzięcioła. Przedstawicieli tego gatunku wyróżnia unikatowy wzór upierzenia, z dominującą czernią oraz białą głową i gardłem, a także plamą na lotkach. Wymiary szczegółowe wraz z liczbą zmierzonych osobników przedstawiono w poniższej tabeli.
| Podgatunek         | Płeć   | n  | Dł. skrzydła    | n   | Dł. górnej krawędzi dzioba | n  | Dł. ogona    | n  | Dł. skoku        |
| ------------------ | ------ | -- | --------------- | --- | -------------------------- | -- | ------------ | -- | ---------------- |
| L. a. albolarvatus | samce  | 9  | 127,0 (124–131) | 100 | 27,8 (24,1–30,5)           | 7  | 83,7 (80–87) | 17 | 22,1 (20,6–24,2) |
| L. a. albolarvatus | samice | 15 | 126,1 (121–131) | 70  | 25,3 (23,0–27,9)           | 10 | 85,3 (79–91) | 10 | 21,4 (20,9–22,7) |
| L. a. gravirostris | samce  | 14 | 127,5 (124–129) | 46  | 30,1 (28,0–32,6)           | 12 | 83,0 (79–89) | 14 | 22,8 (20,6–26,8) |
| L. a. gravirostris | samice | 18 | 126,4 (124–129) | 51  | 26,7 (24,1–30,6)           | 12 | 82,7 (78–90) | 18 | 21,1 (19,9–22,8) |

U osobników dorosłych występuje tylko jedna szata ostateczna, w której prezentują się cały rok. Upierzenie w większości jest czarne, łącznie z ogonem. Przód głowy, gardło i ciemię mają barwę białą; u samców na potylicy znajduje się jeszcze niewielka czerwona plama. Na chorągiewkach zewnętrznych lotek od P1 do P8 znajdują się białe pola, które na złożonym skrzydle łączą się w jedną plamę; na rozłożonym skrzydle uwidacznia się również biel na chorągiewkach wewnętrznych. U osobników młodocianych czerń upierzenia jest bardziej matowa, a biała plama na lotkach – nieregularna; ich ciemię zdobi czerwona plama zmiennego kształtu. Ze względu na wyjątkowy wzór upierzenia nie ma ryzyka pomyłki w identyfikacji.
Przedstawiciele L. a. gravirostris wyróżniają się nieco dłuższym ogonem i większym dziobem. Ten wydaje się być adaptacją do żerowania na szyszkach sosen Coultera (Pinus coulteri), które są większe od szyszek sosen najchętniej wybieranych przez osobniki podgatunku nominatywnego. Szczegóły znajdują się w sekcji Pożywienie.

## Zasięg występowania
Zasięg występowania dzięcioła białogłowego obejmuje tereny górskie zachodniej Ameryki Północnej, a według szacunków BirdLife International zajmuje powierzchnię około 883 tysięcy km². Obszar rzeczywistego występowania jest jednak mniejszy od ukazywanego na mapach, również obrazujących zasięg nieco dokładniej, co wynika ze skomplikowanej topografii terenu i porozrzucania połaci dogodnego środowiska życia w jego obrębie.
Większość zasięgu zajmują dzięcioły białogłowe podgatunku nominatywnego. Występują od gór południowo-zachodniej Kanady (południowo-środkowa Kolumbia Brytyjska) po zachodnie USA – od wschodniego Waszyngtonu i zachodniego Idaho na południe po południowo-środkową Kalifornię. W Idaho zamieszkują tereny na zachód od południka 115°W. Dalej na południe ich zasięg sięga północno-wschodniego, środkowego i środkowo-południowego Oregonu; tutaj, podobnie jak w Waszyngtonie, w Górach Kaskadowych dzięcioły białogłowe zasiedlają głównie wschodnie stoki. Stamtąd na południe zasięg ich występowania zajmuje poszczególne pasma Gór Nadbrzeżnych, a dociera najdalej do hrabstwa Colusa. Dalej w głąb lądu ciągnie się przez Sierra Nevada oraz na wschód do zachodnich rubieży Nevady, w okolice jeziora Tahoe.
Przedstawiciele L. a. gravirostris zamieszkują góry południowo-zachodniej Kalifornii od gór San Gabriel i San Bernardino po Laguna Mountains. Granica zasięgu występowania tego i nominatywnego podgatunku leży w Transverse Ranges. Na Mount Pinos występuje prawdopodobnie mieszana populacja; tamtejsze osobniki przypisywano do obydwu podgatunków. Najdalej wysunięte na południe miejsca występowania L. a. gravirostris znajdują się w hrabstwie San Diego. Co najmniej do 2020 dzięciołów białogłowych nie stwierdzono w Kalifornii Dolnej.
O zamieszkujących najbardziej na północy populacjach ze środkowo-południowej Kolumbii Brytyjskiej nie było wiadomo co najmniej do 1890, a więcej doniesień zaczęło pojawiać się dopiero w 2. połowie XX wieku. Po raz pierwszy o gniazdowaniu w Kanadzie poinformowano w 1969. Jest to raczej spowodowane coraz większą wiedzą o dzięciołach białogłowych i poszerzaniem obszaru badań, a nie zajmowaniem przez dzięcioły nowych terenów. Ich zasięg w Kanadzie sięga jedynie około 100 km na północ od granicy z USA. Tereny lęgowe znajdują się na najbardziej wysuniętej na południe części Wyżyn Wewnętrznych – Okanagan-Thompson Plateau (na południe od rzeki Thompson), gdzie na północy docierają po Naramata. W takiej formie ich rozmieszczenie było znane już w 1990 i co najmniej do 2015 nie ustalono nowych miejsc gniazdowania.

## Pożywienie

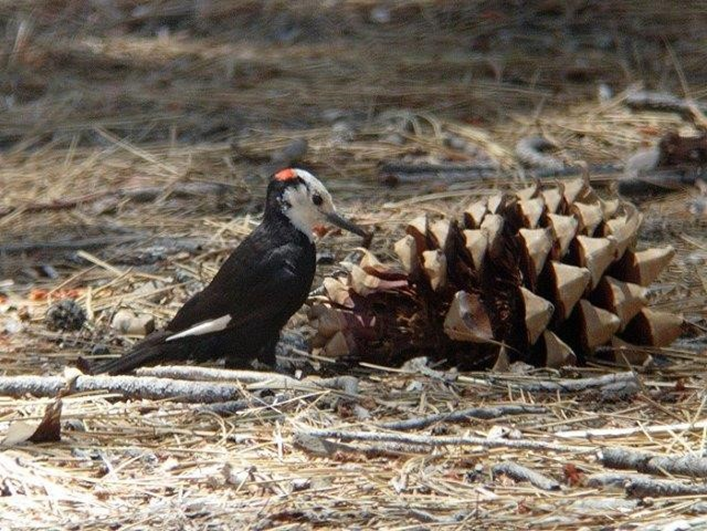
Oprócz stawonogów dzięcioły białogłowe żywią się głównie nasionami szyszek, wśród których najchętniej wybierają te należące do czterech gatunków sosen: żółtej, Jeffreya, Lamberta i Coultera

Dzięcioły białogłowe żerują przede wszystkim na pniach i konarach drzew iglastych oraz w kępkach igieł i na szyszkach. Rzadziej korzystają z drzew liściastych, między innymi dębów (Quercus), topoli osikowych (Populus tremuloides) i kalifornijskich (P. trichocarpa). Szczególne znaczenie miejscowo lub okresowo mają szyszki czterech gatunków sosen, żółtej, Jeffreya, Lamberta i Coultera.
Dzięcioły białogłowe wykazują dużą plastyczność zarówno pod względem zmiany składu pożywienia, jak i sposobu jego zdobywania w ciągu roku. Dawniej wyniki badań opartych na samej obserwacji wskazywały, że dzięcioły te żerują głównie na szyszkach i pniach dużych (pierśnica powyżej 68 cm) sosen w starodrzewiu. Nie przyglądano się jednak szczególnie wyborowi siedlisk. Dzięki badaniom z użyciem telemetrii ustalono, że do żerowania wykorzystują ponad 10 rodzajów podłoży i te preferowane są różne w poszczególnych porach roku. Podczas okresu lęgowego stosunkowo często żerują na martwym drewnie i wśród igliwia jodeł, a w okresie opierzania się młodych i po nim – na pniach i wśród igliwia sosen.

### Skład pożywienia
Dzięcioły białogłowe żywią się stawonogami oraz materią roślinną: nasionami szyszek i żywicą, na której żerujące osobniki widywano w Waszyngtonie, Oregonie i Kalifornii. Chętnie korzystają z wywieszanego przy karmnikach łoju. Rzadko są widywane też przy karmnikach przeznaczonych dla kolibrów. Z dorosłych owadów w diecie dzięcioła białogłowego odnotowywano między innymi: mrówkowate (w tym Camponotus i Formica), chrząszcze (Coleoptera; w tym prawdopodobnie Dendroctonus ponderosae), termity (Isoptera), czerwce (Sternorrhyncha), pluskwiaki równoskrzydłe (Homoptera). Zjadają również larwy, w tym żerujące w drewnie larwy chrząszczy oraz gąsienice Neophasia menapia (bielinkowate) i Choristoneura (zwójkowate).
Szczególnie chętnie zjadane przez dzięcioły białogłowe są nasiona sosen: żółtej (P. ponderosa), Jeffreya (P. jeffreyi), Lamberta (P. lambertiana) i Coultera (P. coulteri). Prócz tego w ich diecie znajdują się nasiona sosny sękatej (P. attenuata) i jodły kalifornijskiej (Abies concolor). Sosny Coultera wyróżniają się najcięższymi szyszkami, których łuski wieńczą podobne do kolców wyrostki długości 2,5–3,0 cm. Daje to nasionom skuteczne zabezpieczenie przed dzięciołami o mniejszych dziobach. W obrębie zasięgu podgatunku nominatywnego sosny Coultera nie występują. Być może do powstania podgatunku L. a. gravirostris przyczynił się właśnie dobór naturalny w kierunku większego dzioba. Rozpowszechnienie tej cechy w wybranej populacji dzięciołów białogłowych zagwarantowało im możliwość łatwego dostępu do preferowanego źródła pożywienia. Halvorson (1986) podsumowując wyniki dotychczasowych badań stwierdził, że dzięcioły białogłowe na tle innych dzięciołów żywiących się nasionami sosen wydają się być nimi najbardziej zainteresowane.
Skład ilościowy pokarmu zależy między innymi od miejsca występowania, pory roku i płci oraz ich połączenia. Przykładowo Morrison i inni (1987) odnotowali zmianę najchętniej wybieranych do żerowania gatunków drzew latem i zimą u ptaków kilku gatunków, w tym L. albolarvatus. W zimie chętniej wykorzystywały cedrzyńce kalifornijskie (Calocedrus decurrens). Prawdopodobnie ich uwagę zwracały czerwce Xylococculus macrocarpae, które licznie występowały pod luźną i tworzącą wyraźne płaty korą cedrzyńców. Otvos i Stark (1985) sprawdzili zawartość żołądków 44 dzięciołów białogłowych (25 samców i 19 samic). Ich badania były skupione na stawonogach w pożywieniu ptaków kilku gatunków z lasów Sierra Nevada w Kalifornii, a materiał zbierano na przestrzeni kilku lat i w różnych miesiącach (bez określonego schematu). Rodzaje pokarmu roślinnego nie były szczegółowo wymienione; wiadomo, że materia roślinna objętościowo stanowiła 25,8% treści żołądka u samców i 14,8% u samic. Wśród niej znalazły się nasiona sosny żółtej (odpowiednio 13,6% i 7,9% treści żołądka), jednak w skład pożywienia wchodziły tylko jesienią. Większość stawonogów stanowiły kolejno (w nawiasie podano odsetek objętości pożywienia u samców i samic): chrząszcze (23,0%/25,8%); pluskwiaki równoskrzydłe (16,9%/23,1%), głównie misecznikowate (Coccidae), prócz tego mszycowate (Aphididae); błonkoskrzydłe (14,8%/10,7%); pajęczaki (4,2%/6,8%).

## Ekologia i zachowanie

### Preferencje środowiskowe

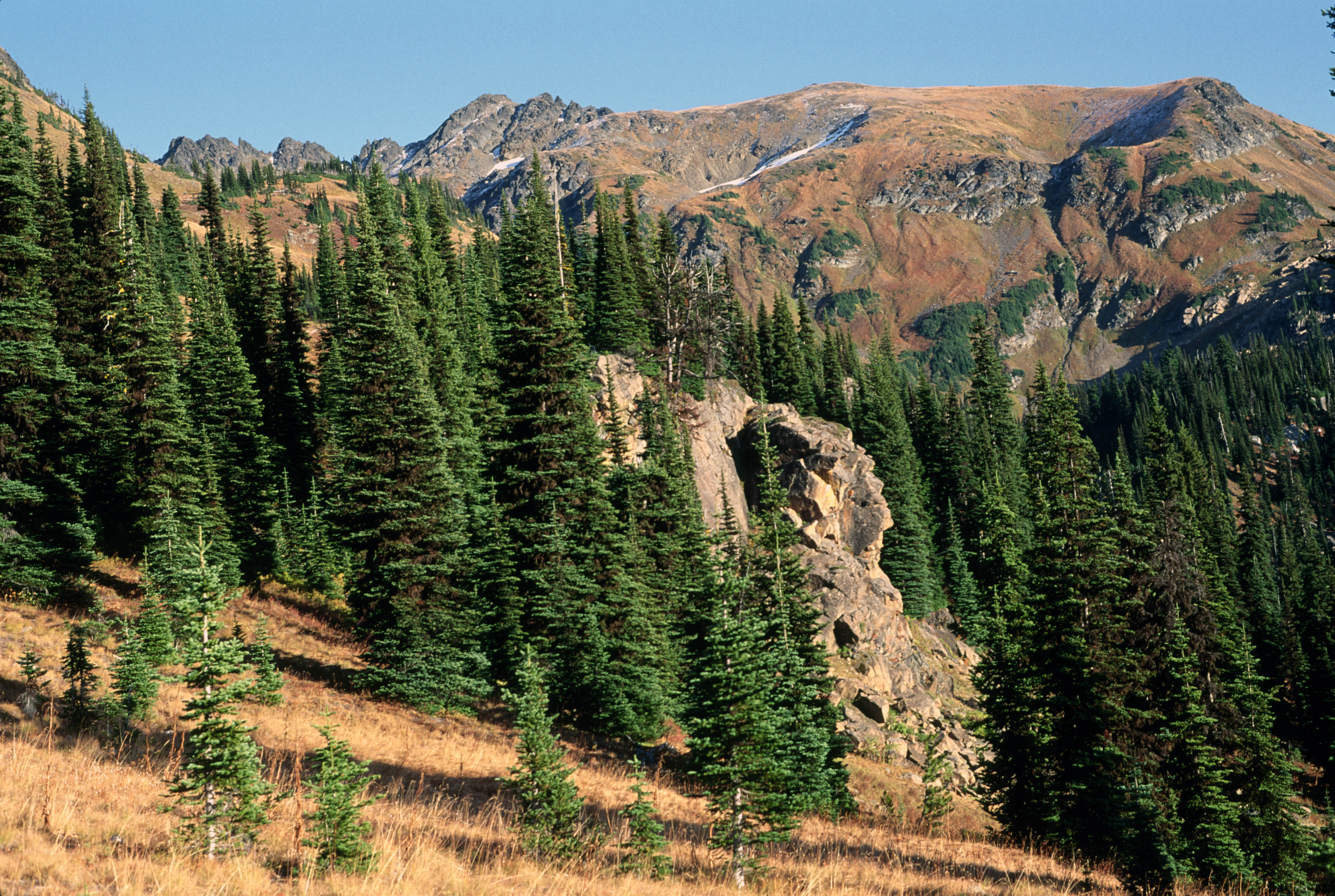
Dzięcioły białogłowe zamieszkują górskie lasy złożone głównie z sosen. Na zdjęciu jedno z miejsc ich występowania, Las państwowy Okanogan-Wenatchee w Górach Kaskadowych w stanie Waszyngton

Najważniejszym środowiskiem życia dzięciołów białogłowych są górskie lasy iglaste zdominowane przez sosny, których skład gatunkowy jest zmienny w obrębie zasięgu występowania. W przypadku lasów preferowanych przez przedstawicieli podgatunku nominatywnego przeważa sosna żółta. Nie zamieszkują one jednak rozległych obszarów, na których ta dominuje – są nieobecne między innymi w Górach Skalistych w Montanie, Wyoming, Kolorado, Nowym Meksyku czy Arizonie. Inne znaczące na ich obszarze występowania gatunki drzew to między innymi sosna Lamberta, jodła kalifornijska, cedrzyniec kalifornijski (Calocedrus decurrens) i daglezja zielona (Pseudotsuga menziesii). W Sierra Nevada lasy zamieszkiwane przez dzięcioły białogłowe składają się głównie z sosny żółtej, sosny Lamberta, jodły wspaniałej (Abies magnifica), daglezji zielonej i Quercus kelloggii. Lokalnie występują też na wschodnich zboczach porośniętych głównie sosnami Jeffreya, a na większych wysokościach – sosny wydmowe (P. contorta) i zachodniej (P. monticola). Są nieobecne na większości niżej położonych obszarów leśnych zachodnich zboczy, gdzie przeważają sosny P. sabiniana. Nie występują poniżej pasa lasów sosnowo-dębowych. W Waszyngtonie pojawiają się zarówno w lasach tworzonych wyłącznie przez sosny żółte, jak i tych, gdzie prócz nich w skład drzewostanu wchodzą daglezje zielone (niekiedy jako drugie najczęstsze drzewa, równie pospolite), jodły olbrzymie (Abies grandis) i modrzewie zachodnie (Larix occidentalis). Ich udział w drzewostanie zależy od wysokości nad poziomem morza.
Przedstawiciele podgatunku L. a. gravirostris także zamieszkują górskie lasy iglaste, które w większości składają się z sosen Jeffreya, Lamberta, Coultera i żółtych oraz cedrzyńców kalifornijskich i jodeł kalifornijskich. Miejscami zawierają domieszkę dębów, szczególnie Q. kelloggii, jednak dzięcioły białogłowe rzadko z nich korzystają. W południowej części zasięgu, w tym w Kalifornii, dzięcioły białogłowe mają mniej zawężone wymagania środowiskowe niż w Kolumbii Brytyjskiej. Prawdopodobnie wynika to z liczby gatunków sosen produkujących duże nasiona, które zapewniają dzięciołom większą bazę pokarmową.
Na różnych szerokościach geograficznych dzięcioły białogłowe wykazują różne preferencje co do wysokości. W Kolumbii Brytyjskiej gniazdują między 450 a 600 m n.p.m. (ogółem odnotowywane były do 1300 m n.p.m.); w Waszyngtonie i Oregonie na wschodnich zboczach Gór Kaskadowych – 560–1600 m n.p.m.; w Sierra Nevada w Kalifornii – na wysokości 1000–2450 m n.p.m. na zachodnich stokach i 2100–2750 m n.p.m. na wschodnich, a ogółem sporadycznie i do 3200 m n.p.m.
Dzięcioły białogłowe zamieszkują nie tylko lasy ze znacznym udziałem starodrzewu. Mogą to być również lasy w znacznej części poddane gospodarce leśnej; na przykład w części lasów Gór Kaskadowych w Waszyngtonie, gdzie na 92% lub więcej powierzchni prowadzono wycinkę przynajmniej raz od 1950, to jest w ciągu minionych 6 dekad. Większość tamtejszych terytoriów obejmowała niedawno naruszany drzewostan: albo wskutek kontrolowanych pożarów w ramach działań United States Forest Service (82%; zwykle na niewielkiej powierzchni), albo chorób (16%). Rola dzięciołów, w szczególności białogłowych (przynajmniej w Sierra Nevada w Kalifornii), jest znacząca dla odradzania się ekosystemów leśnych po pożarach. Wykuwanie dziupli, które następnie zajmują dziuplaki, wtórnie przyśpiesza sukcesję ekologiczną – nie tylko zapewnia części ptaków i ssaków schronienie oraz miejsce rozrodu, ale również przyczynia się do rozwoju roślinności dzięki zasiedlaniu danego terenu przez ptaki rozsiewające nasiona (ornitochoria).

### Tryb życia i zachowanie

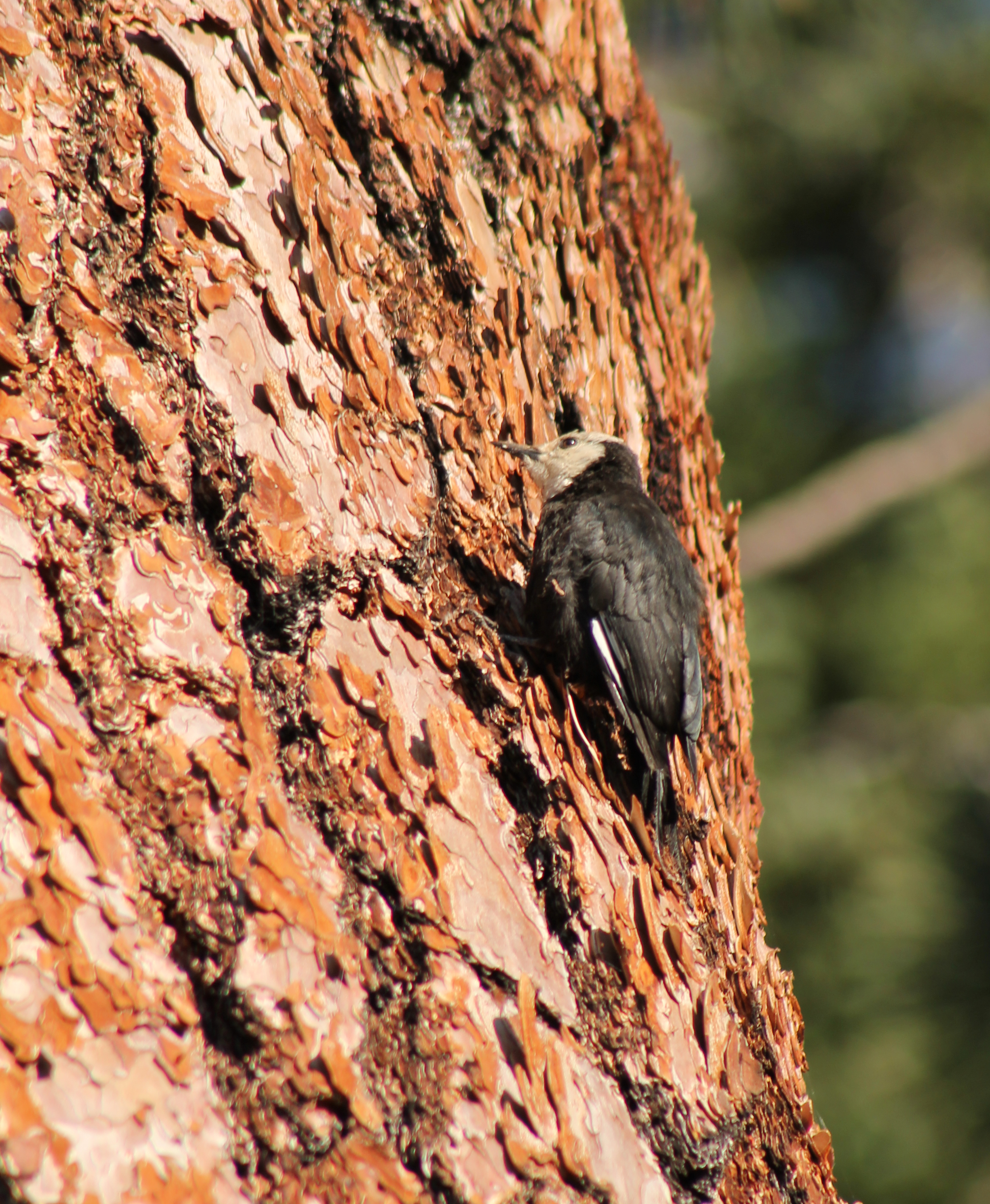
Samica

Dzięcioły białogłowe prowadzą osiadły tryb życia. Poza obszarami siedlisk gniazdowania pojawiają się głównie od sierpnia do kwietnia. Prawdopodobnie większość tych obserwacji dotyczy osobników młodych, których przemieszczanie się ma charakter dyspersji polęgowej. Poza tym dzięcioły białogłowe zazwyczaj nie poruszają się poza typowym dla nich środowiskiem lub przyległymi terenami na mniejszych wysokościach. Przyczyny sporadycznego przenoszenia się na inne tereny nie są jasne i nie da się ich w pełni wyjaśnić na przykład niedoborami pokarmu lub szczególnie wysokim sukcesem lęgowym. W Waszyngtonie prowadzono badania nad terytoriami dzięciołów białogłowych zarówno w okresie lęgowym (terytoria lęgowe w obrębie areału osobniczego), jak i poza nim (sam areał osobniczy). Ptaki okazały się trzymać swoich całorocznych terytoriów nawet w latach, kiedy wystąpił wyjątkowy nieurodzaj wśród sosen żółtych. Stosunkowo mała dostępność pożywienia wydaje się więc nie być wystarczającym powodem do opuszczenia dotychczasowego terytorium.
Dzięcioły białogłowe przebywają pojedynczo, parami lub w grupach rodzinnych; nie są towarzyskie zarówno wobec przedstawicieli swojego gatunku, jak i innych ptaków. Żerujący partnerzy zazwyczaj przebywają w odległości około 3–5 m (czasami do 1 m) od siebie. Obce sobie osobniki zwykle dzieli znacznie większy dystans. Niesamodzielne jeszcze młode dzięcioły białogłowe trzymają się bardzo blisko rodziców, często nie odstępując ich na dalej niż metr; za każdym podąża od 1 do 3 młodych. Głośno ich nawołują, czasami zajmując po nich miejsce żerowania. Dorosłe osobniki spędzają około 70% dnia na żerowaniu; 10% zajmuje im przelatywanie z miejsca na miejsce, 6% – odpoczynek, 5% – pielęgnacja upierzenia, 2,3% – bębnienie i nawoływanie. Zwyczaje młodych osobników dokładniej badano na 83 dzięciołach zaopatrzonych w nadajniki. Zarówno rano (między 5 a 12), jak i wczesnym popołudniem (między 12 a 16) większość czasu spędzają na żebraniu o pokarm (odpowiednio 51% i 44% czasu obserwacji) oraz na odpoczynku i pielęgnacji upierzenia (odpowiednio 16% i 14% czasu).

### Terytoria
Rozmiary terytoriów lęgowych bronionych przed innymi dzięciołami białogłowymi nie zostały dobrze poznane co najmniej do 2020; wówczas lepiej zbadany był ogólniej pojmowany areał osobniczy. Skróty użyte w dalszej części tekstu odnoszą się do dwóch metod wyznaczania wielkości terytoriów: MCP (ang. Minimum Convex Polygon) i KHR (Kernel Home Range), przy czym dla KHR albo w badaniu wyznaczono dwie wartości – KHR 95% opisującą ogólną wielkość terytoriów oraz KHR 50% opisującą wielkość najczęściej użytkowanej części terytoriów – albo przyjęto inny próg procentowy.
Lorenz i inni (2015) badali zmienność wielkości terytoriów dzięciołów białogłowych w kilku miejscach w Waszyngtonie od 2011 do 2013, zarówno w sezonie lęgowym, jak i poza nim. Zaopatrywali dzięcioły w nadajniki pozwalające ustalić ich położenie co do 5–6 m. W odpowiednim środowisku terytoria KHR 95% często się nakładały, także w okresie lęgowym. W okresie lęgowym powierzchnia KHR 50% wynosiła przeciętnie 23,4 ha, a KHR 95% – 124,9 ha. Dla poszczególnych dziupli odległość do najbliżej położonej dziupli innej pary dzięciołów (NND, nearest neighbour distance) wynosiła od 106 do 2723 m, średnio 878 m (n=19). Jest to wynik podobny do uzyskanego podczas 8-letnich badań w środkowym Oregonie, gdzie NND średnio wynosił 817 m, ogółem od 126 do 2424 m (n=127).
W środkowym Oregonie odnotowano przeciętną powierzchnię areału osobniczego bliską 104 ha tam, gdzie obejmował on starodrzew, i 321 ha (ogółem 57–445 ha) tam, gdzie doszło do fragmentacji siedlisk (n=18, nie podanom czy dla każdej z dwóch wartości, czy dla nich łącznie). W południowo-środkowym Oregonie dla 12 osobników zaopatrzonych w nadajniki areał osobniczy okazał się zajmować średnio 212 ha (ogółem 172–324 ha) na połaciach lasu z przewagą starodrzewu oraz 342 ha (ogółem 171–704 ha) na terenach dotkniętych fragmentacją siedlisk. Wielkość areału osobniczego w zachodnim Idaho oszacowana jako KHR 90% (według autora przy >90% wyniki mogą być istotnie przeszacowane) wynosiła od 24,3 do 169,2 ha (średnio 91 ha). W południowo-środkowym Waszyngtonie podczas okresu lęgowego areał osobniczy zajmował średnio 125 ha (n=19), a poza nim – 137 ha (n=30).

## Lęgi

### Okres lęgowy

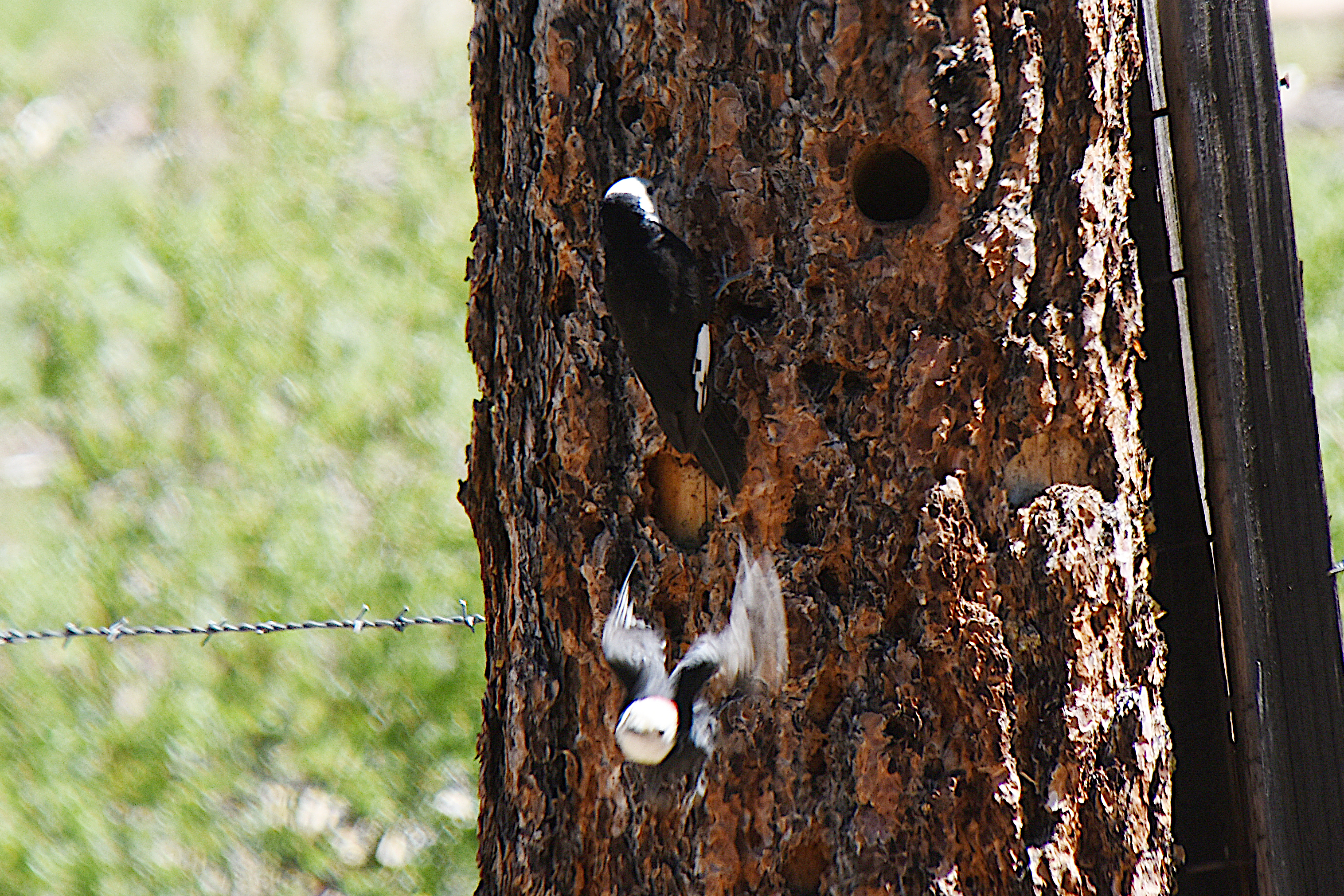
Dzięcioły białogłowe przy dziupli. Las państwowy Malheur, hrabstwo Harney, Oregon

Przystępujące po raz pierwszy do lęgów dzięcioły białogłowe są w stanie znaleźć partnera w ciągu 1–2 tygodni. Bębnienie, nawoływanie i kontakty samców z samicami stają się intensywniejsze jeszcze wczesną wiosną – od lutego do marca. W Waszyngtonie obserwowano samce starające się o uwagę samic już na początku stycznia. Dzięki badaniom na zaopatrzonych w kolorowe obrączki dzięciołach wiadomo, że niektóre pary spędzają ze sobą również zimę, jednak brakuje informacji o powszechności długotrwałych relacji. Wykuwanie dziupli w Waszyngtonie obserwowano najwcześniej 22 kwietnia, a w Oregonie – 1 maja; u kalifornijskiego L. a. gravirostris dziuple wykuwane są w kwietniu i na początku maja. W ciągu roku dzięcioły białogłowe wyprowadzają jeden lęg, jednak w razie niepowodzenia mogą podjąć liczne próby przystąpienia do lęgów zastępczych. Przeważnie wykuwają wówczas nową dziuplę.
W Kolumbii Brytyjskiej prawdopodobnie zniesienia przypadają mniej więcej na okres od 15 maja do 15 czerwca. W stanie Waszyngton rozpoczęcie lęgu obserwowano najwcześniej 12 maja, a najpóźniej – 24 czerwca (był to lęg zastępczy); przeciętnym momentem inicjacji lęgu był 28 maja (n=63). W środkowym Oregonie jaja znajdowano od 30 maja do 25 czerwca. W hrabstwie San Diego, przez które przebiega południowa granica zasięgu występowania dzięciołów białogłowych, widywano dorosłe osobniki znoszące pokarm dla młodych między 25 maja a 16 lipca. Okres składania jaj trwa tam więc co najmniej od połowy maja do początku czerwca. Mieści się w przedziale czasowym od 24 kwietnia do 16 czerwca, w jakim Bent (1939) odnalazł w Kalifornii 53 zniesienia.

### Gniazdo i jego lokalizacja
Przynajmniej do 2020 nie opisano przebiegu wyboru miejsca na gniazdo. Te znajduje się zazwyczaj w dziupli martwego lub zamierającego drzewa iglastego. Wyniki badań wskazują, że dzięcioły białogłowe mogą wymagać znacznie spróchniałego wnętrza pnia, by zdecydować się wykorzystać go na dziuplę. Nie jest to jednak łatwe do ustalenia (przynajmniej dla ludzi) tylko na podstawie zewnętrznych cech pnia. Na tle innych dziuplaków dzięcioły białogłowe wyróżniają się regularnym wykorzystywaniem powalonych pni oraz części pnia zostających w ziemi po wycince. 
Dziuple dzięciołów białogłowych bywają wykuwane dosyć nisko nad podłożem. Czasami wejścia do nich są ku niemu zwrócone, mogą bowiem znajdować się na spodzie powalonej lub przechylonej kłody. W poniższej tabeli przedstawiono typowe położenie dziupli w różnych częściach zasięgu; wybrane zostały badania uwzględniające co najmniej kilkadziesiąt dziupli.
| Miejsce prowadzenia badań                                                                    | Najczęściej wybierane gatunki drzew                                                                                         | Śr. wysokość dziupli nad podłożem (m) | n   | Śr. średnica (pierśnica) wybranego drzewa (m) | Śr. wysokość drzewa (m) | Źródła |
| -------------------------------------------------------------------------------------------- | --- | ------------------------------------- | --- | --------------------------------------------- | ----------------------- | ------ |
| wschodnie Góry Kaskadowe, Waszyngton                                                         | 82%: sosna żółta, 12%: daglezja zielona                                                                                     | 3,9 (0,9–15,5)                        | 77  | 0,40 (0,18–0,70)                              | 10,1 (1,4–42,5)         | [ 33 ] |
| wschodnie Góry Kaskadowe, Waszyngton                                                         | 72% (54 dziuple): sosna żółta, 27% (20 dziupli): daglezja zielona                                                           | —                                     | 75  | 0,41                                          | —                       | [ 34 ] |
| wschodnie Góry Kaskadowe, Waszyngton                                                         | 80,6% (31 dziupli): sosna żółta                                                                                             | 3,8                                   | 36  | 0,37                                          | 10,3                    | [ 39 ] |
| środkowa i południowa część Sierra Nevada, Kalifornia                                        | 89% (47 dziupli): sosna (Pinus) lub jodła (Abies), najczęściej sosna Jeffreya (14 – 26%) lub jodła kalifornijska (10 – 19%) | 3,0 ± 4,0                             | 53  | 0,80 ± 0,65                                   | 8,0 ± 7,0               | [ 36 ] |
| nie podano; dane Western Foundation of Vertebrate Zoology (WFVZ), dotyczą L. a. albolarvatus | 84% (48 dziupli): sosna | 2,5                                   | 57  | —                                             | —                       | [ 9 ]  |
| Góry Kaskadowe, Oregon                                                                       | — | 2,9 (0,5–15,2)                        | 405 | 0,69 (0,15–1,51)                              | —                       | [ 9 ]  |
| środkowy Oregon                                                                              | 91% (39 dziupli): sosna żółta                                                                                               | 4,4                                   | 43  | 0,65                                          | 14 (tu: n=42)           | [ 9 ]  |
| Las państwowy Fremont-Winema, środkowo-południowy Oregon                                     | — | —                                     | 45  | 0,40                                          | —                       | [ 40 ] |

Dzięcioły białogłowe badane we wschodnich Górach Kaskadowych okazały się najchętniej wybierać na dziuplę mocno spróchniałe pnie z ułamanymi czubkami. Takie same preferencje wykazywały dzięcioły dwóch innych gatunków – dzięcioł włochaty i różowoszyi (Colaptes auratus). Porównywano wyniki dla dziupli w miejscach poddanych kontrolowanemu wypalaniu i w nienaruszonej części lasu. Przeciętna pierśnica wybranych na dziuplę drzew wynosiła odpowiednio około 43 cm i 38 cm, a średnia wysokość drzewa – blisko 13,5 m na obszarach poddanych wypalaniu i 8,5 m na nienaruszonych. U dwóch pozostałych gatunków zależność była odwrotna, w nienaruszonej części lasu wybierały na dziuplę wyższe lub nieznacznie wyższe drzewa. Taka sama zależność występowała u nich w przypadku wysokości dziupli nad podłożem, podczas gdy u dzięciołów białogłowych średnia wysokość w obydwu typach lasów była zbliżona.
12 dziupli z Sierra Nevada w Kalifornii miało średnio 21 cm głębokości i 13 cm średnicy wewnętrznej, a otwór wejściowy – 46 mm. Przeciętne wymiary dziupli z dwóch miejsc w środkowym Oregonie (nie podano ich liczby): otwór wejściowy – 50 na 48 mm i 48 na 45 mm; głębokość – 20 cm i 25 cm; średnica wewnętrzna – 10,1 cm i 9,2 cm.

### Jaja
W zniesieniu znajduje się od 3 do 7 jaj; zwykle dzięcioły białogłowe składają ich 4, często – 5. 97 zniesień w zbiorach WFVZ składało się średnio z 4,28 jaja; 43 (44%) zawierały 4 jaja, a 35 (36%) – 5 jaj. Ogółem było to od 2 do 9 jaj, przy czym tylko pojedyncze zniesienia zawierały ich ponad 6 i mogą być efektem składania jaj do jednej dziupli przez dwie samice. Średnia wielkość zniesienia dla 51 gniazd z Gór Kaskadowych (Waszyngton) wyniosła 3,9 jaja; zniesienia zawierały ich od 2 do 5. Skorupa ma kształt od owalnego po niemal eliptyczny i czysto białą barwę; powierzchnia może wykazywać umiarkowany połysk lub nieco większy. Często zostaje zabarwiona przez brudne upierzenie wysiadującego ptaka. Masa świeżo zniesionego jaja to około 4,4 g, co stanowi blisko 6,9% masy ciała samicy.
Wymiary szczegółowe podane przez Benta (1939), zaokrąglone do 0,1 mm:
- L. a. albolarvatus (n=50): długość – średnio 24,3 mm, ogółem 21,8–26,4 mm; szerokość – średnio 18,1 mm, ogółem 16,8–19,5 mm;
- L. a. gravirostris (n=20): długość – średnio 24,7 mm, ogółem 22,6–26,7 mm; szerokość – średnio 18,6 mm, ogółem 16,7–19,7 mm.

Wymiary szczegółowe jaj ze zbiorów WFVZ, zaokrąglone do 0,1 mm:
- L. a. albolarvatus (n=93, z 20 zniesień): długość – średnio 24,9 mm, ogółem 22,6–28,1 mm; szerokość – średnio 18,6 mm, ogółem 17,7–19,7 mm;
- L. a. gravirostris (n=41, z 10 zniesień): długość – średnio 24,0 mm, ogółem 21,3–26,7 mm; szerokość – średnio 18,9 mm, ogółem 17,7–21,0 mm.

### Wysiadywanie
Dzięcioły białogłowe zaczynają z uwagą zajmować się dziuplą już od złożenia pierwszego jaja, lecz nie wiadomo, od którego rozpoczyna się wysiadywanie. W przypadku lepiej zbadanych przedstawicieli Leuconotopicus zazwyczaj zaczyna się po zniesieniu ostatniego lub przedostatniego jaja. Czasami przed rozpoczęciem wysiadywania samce, rzadziej samice, są widywane w środku dziupli siedzące tuż pod otworem wejściowym, prawdopodobnie strzegąc jaj przed drapieżnikami lub samej dziupli przed dziuplakami wtórnymi, jak błękitniki Sialia i strzyżyki śpiewne (Troglodytes aedon). Pojedyncza plama lęgowa występuje u osobników obydwu płci. Obecna może być jeszcze co najmniej do połowy lipca (Oregon), odrastanie piór na brzuchu odnotowywano od 30 czerwca do 13 lipca.
Wysiadywanie trwa od 11 do 14 dni. Stosunek czasu wysiadywania do czasu potrzebnego na opierzenie się młodych jest jednym z niższych w rodzaju Leuconotopicus (<2). Wysiadują obydwa ptaki z pary – samiec w nocy, oboje partnerzy za dnia. W okresie wysiadywania utrzymują ze sobą bliski kontakt. Siedzący na jajach osobnik bębni zarówno wewnątrz, jak i na zewnątrz dziupli. Często zmienia ułożenie ciała i dziobie ściany dziupli. Samiec z samicą zmieniają się co około 45–60 minut. Jedno z nich podlatuje wówczas na konar obok dziupli lub sam pień, w którym ta się znajduje; partner odpowiada mu odpowiednim głosem ze środka, po czym ten drugi podlatuje do wejścia dziupli i wchodzi do niej po wylocie tego pierwszego. Wypłoszony z dziupli dzięcioł białogłowy często wraca do wysiadywania już w ciągu 3 minut.

### Opieka nad młodymi

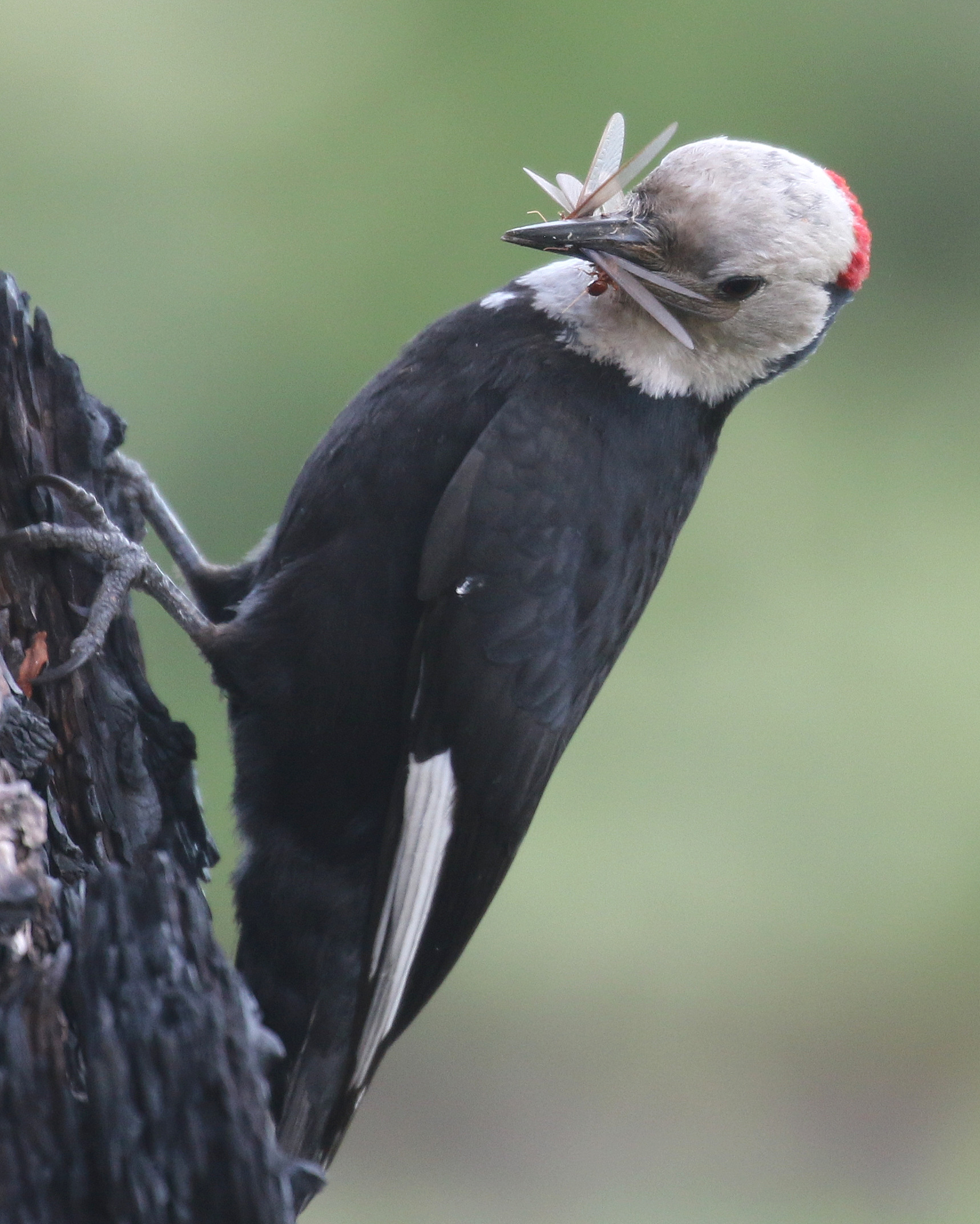
Młode dzięcioły białogłowe otrzymują pokarm średnio co nieco ponad 6 minut

Pisklęta dzięciołów białogłowych zazwyczaj klują się asynchronicznie. Dość często nie wykluwa się jedno jajo (ogółem do dwóch, lecz średnia jest mniejsza od 1). Dorosłe osobniki często wyrzucają skorupki jaj tuż pod drzewem z dziuplą. Pisklęta klują się nagie, z zamkniętymi oczami. Do 5. dnia życia stają się widoczne zalążki lotek. Do 12. dnia wyrastają pióra szpilkowe, a do 15. dnia te wyłaniają się z osłonek. Do 19. dnia życia młode dzięcioły białogłowe są w pełni opierzone, ze wszystkimi piórami poza keratynowymi osłonkami.
Młodymi opiekują się obydwa ptaki z pary. Samce przynoszą dużą zdobycz częściej od samic i częściej też wynoszą odchody piskląt. We wschodnich Górach Kaskadowych obserwowano opiekę nad młodymi w 24 dziuplach; dużą zdobycz otrzymywały podczas 39% wizyt samców i 27% samic, a odchody były usuwane podczas 21% wizyt samców i 8% samic. Razem z odchodami wyrzucane są również małe ilości wiórów. Obserwowano wyrzucanie z gniazda martwych piskląt. Bent (1939) wspominał o 15-minutowych odstępach w karmieniu młodych, prawdopodobnie te obserwacje nie odzwierciedlały typowych zwyczajów dzięciołów białogłowych. Wśród tych badanych w Waszyngtonie stwierdzono średni czas między wizytami 6,3 minuty, ogółem od 0,13 do niecałych 54 minut (n=682). Nie zauważono znaczących zmian w częstotliwości dostarczania pokarmu zależnych od wieku piskląt, okresu w roku lub liczby młodych, o ile było ich 2, 3 lub 4; przy większych lęgach częstotliwość ta malała. Przez pierwsze 10–12 dni dorosłe wchodzą do dziupli, później karmią młode tylko częściowo do niej zaglądając. Na blisko 7 dni przed opuszczeniem dziupli przez młode ich rodzice przestają wchodzić do środka i podają im pokarm z zewnątrz. We wschodnich Górach Kaskadowych w diecie młodych 25% stanowiły bogatkowate (Buprestidae) i kózkowate (Cerambycidae), 23% – gąsienice, 18% – dorosłe mrówkowate, 6% – nieokreślone larwy.
Dzięcioły białogłowe zwykle opuszczają dziuplę w wieku około 26 dni. Przeważnie ma to miejsce pod koniec czerwca lub na początku lipca. 83 młode z Waszyngtonu wyposażone w nadajniki były zależne od rodziców średnio nieco ponad 33 dni, ogółem od 22 do 45 dni po opuszczeniu dziupli. Usamodzielniały się od 9 lipca do 15 sierpnia, przeciętna data to 29 lipca. W Oregonie widywano dorosłe dzięcioły białogłowe noszące pokarm dla młodych jeszcze do 26 sierpnia. Pierwsze kilka dni po opuszczeniu dziupli podloty spędzają najwyżej 200 m od niej, głównie przesiadując w ciszy wśród roślinności. Po tygodniu lub dwóch ich aktywność znacznie wzrasta i pewnie latają za rodzicami domagając się jedzenia, często głośno. Wówczas rodzeństwo trzyma się w grupie jednego rodzica lub dzieli na dwie mniejsze.

## Sukces lęgowy, przeżywalność i długość życia
Kozma i Kroll (2012) nie podali procentowego sukcesu klucia, jednak z 41 lęgów nie wykluło się średnio 0,6 jaja na zniesienie (ogółem od 0 do 2), natomiast jego średnia wielkość wynosiła 3,9 jaja (dla większej próby, n=51). Gdyby w tej większej próbie odsetek niewyklutych jaj był taki sam, sukces klucia wynosiłby około 85%. Prawdopodobieństwo, że z jaja wykluje się młode, które dożyje opuszczenia dziupli, wynosiło 50% (najmniej z trzech badanych gatunków; u pozostałych dwóch to 57% i 58%). Kozma (2009) uzyskał podobny wynik – 55%, podobnie też był on większy u drugiego z badanych gatunków (dzięcioła włochatego) – 71%.
W poniższej tabeli przedstawiono sukces lęgowy mierzony w odsetku gniazd z sukcesem lub produkcję młodych w badaniach z różnych części zasięgu.
| Miejsce prowadzenia badań                                | Okres     | Liczba gniazd | Liczba gniazd | Liczba gniazd | Odsetek gniazd z sukcesem                                             | Liczba młodych na gniazdo z sukcesem | Liczba młodych na gniazdo z sukcesem | Liczba młodych na gniazdo z sukcesem | Źródło               |
| Miejsce prowadzenia badań                                | Okres     | Łącznie       | Utrata lęgu   | Nieznane      | Odsetek gniazd z sukcesem                                             | Zakres                               | n                                    | Średnia za cały okres                | Źródło               |
| -------------------------------------------------------- | --------- | ------------- | ------------- | ------------- | --------------------------------------------------------------------- | ------------------------------------ | ------------------------------------ | ------------------------------------ | -------------------- |
| wschodnie Góry Kaskadowe, Waszyngton                     | 2011–2013 | —             | —             | —             | —                                                                     | 1–4                                  | —                                    | 2,2 ± 1,2                            | Lorenz i inni (2015) |
| wschodnie Góry Kaskadowe, Waszyngton                     | 2005–2010 | 67            | 17            | —             | ≤ 74,6%                                                               | 1–4                                  | 47                                   | 2,6 ± 0,76                           | Kozma i Kroll (2012) |
| Las państwowy Fremont-Winema, środkowo-południowy Oregon | 2003–2007 | —             | —             | —             | 84%                                                                   | —                                    | —                                    | —                                    | Wightman (2010)      |
| wschodnie Góry Kaskadowe, Waszyngton                     | 2003–2007 | 36            | 4             | 10            | 61% (licząc wszystkie gniazda) 84,6% (licząc tylko te o znanym losie) | —                                    | 22                                   | 2,54                                 | Kozma (2009)         |

Lorenz i inni (2015) nie podali odsetka gniazd z sukcesem lęgowym w ogóle, jednak wiadomo, że 71% osobników odchowało 2 lub więcej młodych. Według ich oceny sukces lęgowy w badanej populacji dzięciołów byłby wystarczający do utrzymania jej liczebności tylko wtedy, gdy roczna przeżywalność dorosłych dzięciołów białogłowych wynosiłaby co najmniej 93%. U Kozmy i Krolla (2012) przeżywalność piskląt wynosiła około 85%; opierzenia nie dożyło średnio 0,6 młodego na lęg (n=42), ogółem od 0 do 2.
PSR (period suvival rate) dla lęgu, określający prawdopodobieństwo przetrwania przez niego danego okresu (w tym przypadku: składania jaj + wysiadywania + odchowu młodych do opuszczenia dziupli), w różnych badaniach wynosił: Kozma i Kroll (2012) – 70% (n=55); Wightman (2010) – 76%, czyli wyższy niż w środkowym Oregonie (lasy bez kontrolowanych pożarów), gdzie było to 39,3–60,8% (39% u Hollenbecka i innych (2011) dla próby 382 gniazd).
Wśród czynników korelujących z niższym sukcesem lęgowym odnotowano między innymi gęstsze zakrzewienia.

## Status i zagrożenia
IUCN uznaje dzięcioła białogłowego za gatunek najmniejszej troski (LC, Least Concern) nieprzerwanie od 1988 (stan w 2021). W 2019 organizacja Partners in Flight szacowała liczebność populacji lęgowej na 240 tysięcy osobników. BirdLife International uznaje trend liczebności populacji za stabilny, za czym przemawiają wyniki wieloletniego monitoringu populacji (w przypadku części gatunków takowych brakuje i wówczas trend uznawany jest za prawdopodobnie stabilny). W 2007 został tak oceniony dla minionych 40 lat. Jednak według danych z North American Breeding Bird Survey, liczebność populacji pomiędzy 1968 a 2015 wzrosła o 77% (średnio około 1,1% rocznie). 